# Emiliano Zapata Uno, Chiapas
Emiliano Zapata Uno är en ort i Mexiko.   Den ligger i kommunen Ocozocoautla de Espinosa och delstaten Chiapas, i den sydöstra delen av landet, 700 km öster om huvudstaden Mexico City. Emiliano Zapata Uno ligger 780 meter över havet och antalet invånare är 162.
Terrängen runt Emiliano Zapata Uno är lite bergig. Runt Emiliano Zapata Uno är det ganska glesbefolkat, med 40 invånare per kvadratkilometer. Närmaste större samhälle är Las Pimientas, 4,9 km öster om Emiliano Zapata Uno. Omgivningarna runt Emiliano Zapata Uno är en mosaik av jordbruksmark och naturlig växtlighet.